# Camponotus druryi
Camponotus druryi é uma espécie de inseto do gênero Camponotus, pertencente à família Formicidae.